# Nannoroncus ausculator
Nannoroncus ausculator es una especie de arácnido del orden Pseudoscorpionida de la familia Ideoroncidae.

## Distribución geográfica
Se encuentra en Kenia y en Uganda.